# Neochauna variabilis
Neochauna variabilis är en tvåvingeart som först beskrevs av Friedrich Hermann Loew 1847.  Neochauna variabilis ingår i släktet Neochauna och familjen vapenflugor. Inga underarter finns listade i Catalogue of Life.